# Geografija Evrope
Evropa je jedan od sedam kontinenta. Sa stanovišta fizičke geografije, ona je severozapadno poluostrvo veće zemljišne mase Evroazije (ili Afroevroazije); Azija zauzima istočni deo te neprekidne zemljišne mase.
U Evropi živi približno 700 miliona stanovnika. Na naseljenost utiču prirodni i društveni preduslovi. U prirodne preduslove ubrajaju se: reljef, klima, vegetacija, vrsta tla, bogatstvo vodom, rudnički izvori itd. Društveni preduslovi su: stepen razvijenosti privrede, politička stabilnost, mogućnost zapošljavanja itd.
Evropa je sastavljena od 42 teritorijalno cjelovite države i evropskih dijelova Rusije i Turske. S obzirom na površinu koja je otprilike 10,2 miliona km², Evropa je među najmanjim kontinentima. Pritom je odnos između površina evropskog dijela Rusije  i preostalih 44 država 42% : 58%. Evropa je vrlo gusto naseljen kontinent, sa srednjom gustinom naseljenosti od 69 st./km².
"Evropa" je ime žene u grčkoj mitologiji koju je oteo Zevs u liku bika. Prema nekim mišljenjima, ime Evropa potiče od semitske riječi ereb što označava zapad, mjesto zalaska sunca.
Evropa je smještena u središnjem dijelu sjeverne polulopte. Krajnje tačke kopnenog dijela Evrope nalaze se na sjeveru u Norveškoj (rt Kinnarodden), na zapadu u Portugalu (rt Da Roca), na jugu u Španiji (rt Marroqui) i na istoku u Rusiji (Sjeverni Ural). Evropska istočna granica se nalazi na Uralskim planinama u Rusiji. Jugoistočna granica sa Azijom nije univerzalno definisana iako je savremena definicija generalno reka Ural ili, ređe, reka Emba. Granica se nastavlja duž Kaspijskog mora, oboda Kavkaskih planina (ili, ređe, reke Kura u Kavkazu) i do Crnog mora. Bosfor, Mramorno more, i Dardaneli završni su deo azijske granice.
Osim kopna, ovom kontinentu pripadaju i brojna ostrva te ostrvske grupe u Atlanskom okeanu i Sredozemnom moru. Budući da je smještena najvećim dijelom u sjevernom umjerenom pojasu, a tek manjim dijelom u sjevernom hladnom pojasu, Evropa je imala povoljne uslove za razvoj naseljenosti i ostvarivanje raznovrsnih kulturno-civilizacijskih i ekonomskih dostignuća.
Okružuju je Afrika i Azija, Atlanski okean, Sredozemno more i Sjeverno ledeno more. Brojna vrata, prolazi i kanali omogućavaju joj dobru pomorsku povezanost s ostatkom svijeta. Sve je to doprinijelo položaju kulturno-civilizacijskog središta Starog svijeta. Danas je povoljnost smještaja i položaja vidljiva u izrazitoj gustoći naseljenosti i značajnom mjestu Evrope u svjetskoj trgovini i saobraćaju.

## Reljef
Reljef Evrope je raznolik po izgledu i starosti. Najveći dio Evrope zauzimaju nizije (prostori do 200 metara visine), a samo 17% površine prostire se iznad 500 metara. Elbrus, najviši vrh Evrope, visok je 5642 metara. Evropa je prosječno najniži kontinent. Delovanjem spoljnjeg uticaja i unutrašnjih sila reljef se neprestano mijenja. Iz toga proizlazi veza između njegovog izgleda i starosti. Mlađa reljefna uzvišenja viša su i strmija od starijih. Međutim današnji izgled Evrope nije nastao odjednom. S obzirom na vrijeme nastanka, reljef je podijeljen u tri osnovne grupe: prastaru Evropu, staru Evropu i mladu Evropu.

## Literatura
- Blouet, Brian W. (2008)). The EU & Neighbors: A Geography of Europe in the Modern World. Hoboken NJ: John Wiley & Sons. Проверите вредност парамет(а)ра за датум: |date= (помоћ)
- Global Studies: Europe (10th Edition. изд.). Guildford CT: McGraw-Hill/Dushkin. 2009.